# Slosella
Slosella (in croato Pirovac precedentemente, fino al 1931: Zlosela, in italiano anche Pirovazzo) è un comune della Croazia di 1 846 abitanti della Regione di Sebenico e Tenin.

## Storia
Il centro abitato fu fondato nel XV secolo da profughi fuggiti dai turchi. Tuttavia, il territorio era abitato molti secoli prima, come dimostrano i resti di insediamenti romani trovati nel vicino isolotto di Santo Stefano. Anche i resti di una villa romana a Ivinj risalgono al 1° d.C. Il sito è stato proclamato bene culturale nel 2012 e ha ricevuto lo status di monumento culturale protetto.
La cinta muraria, eretta intorno al 1505 da Petar Draganić, è stata in parte conservata nel villaggio. La chiesa parrocchiale di San Giorgio del 1506 fu restaurata in stile barocco nel XVIII secolo.
Il paese cambiò il suo nome croato Zlosela in Pirovac nel 1921 in quanto la vecchia denominazione evocava associazioni poco simpatiche; era interpretato dagli abitanti vicini come "villaggio cattivo".

## Geografia antropica

### Località
Il comune di Slosella è suddiviso in 3 frazioni (naselja). Tra parentesi il toponimo in lingua italiana, generalmente desueto.:
- Kašić (Casich o Cassici)
- Pirovac (Slosella)[1][3], sede comunale
- Putičanje (Putizagna)[8]